# 안약

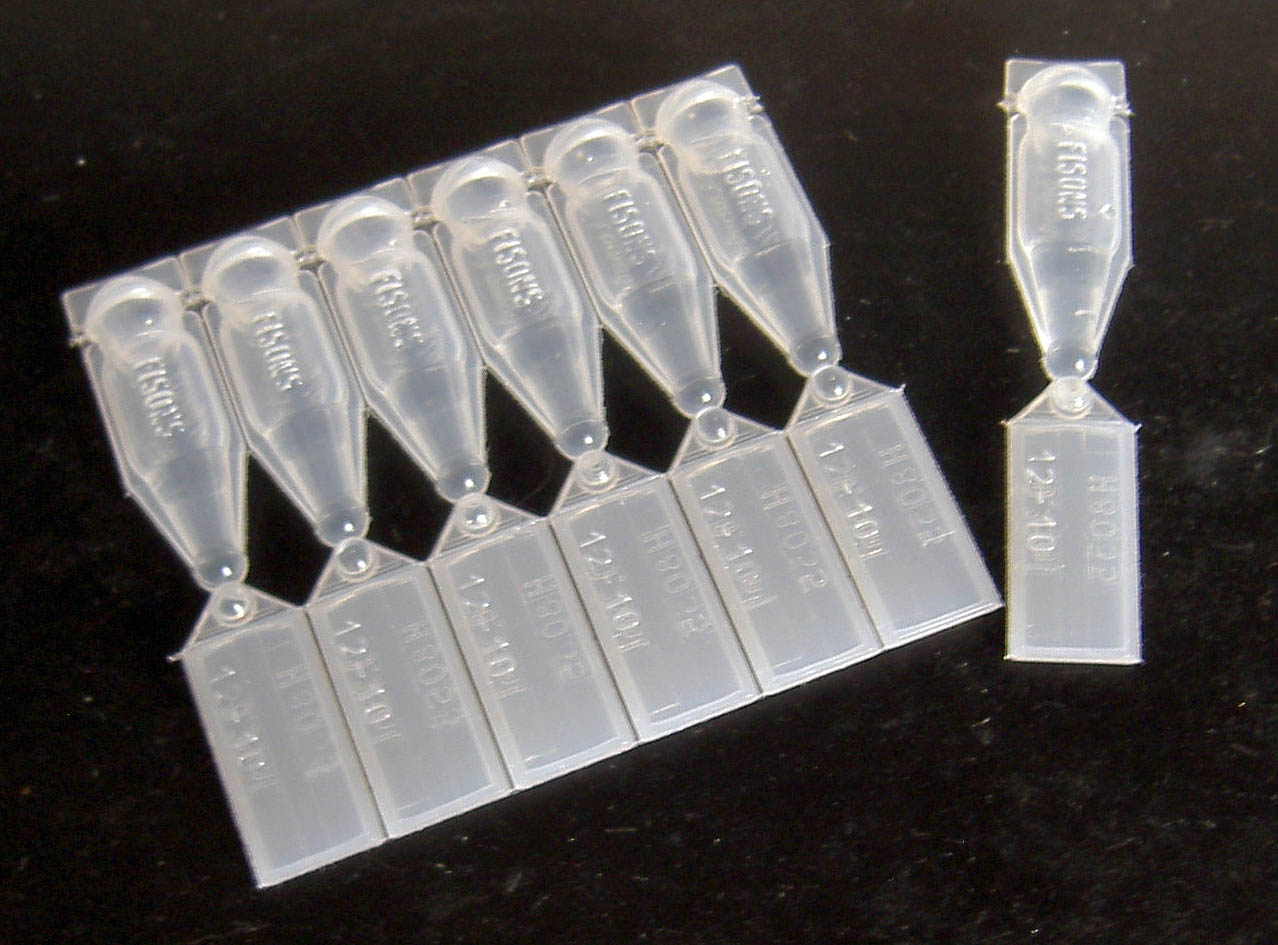
눈에 뿌리는 안약.

안약(眼藥, 영어: Eye Drop) 또는 점안액(点眼液)은 생리식염수가 포함된 점적약으로, 눈에 투여하여 치료한다. 안약은 흔히 충혈을 없애기 위한 약제로, 스테로이드를 포함하는 안약을 쓰는 경우가 종종 있으나, 이로 인한 스테로이드 녹내장이 발생해 고생하는 경우가 있다. 또, 무분별하게 장기간 의사 처방 없이 안약을 사용하는 것은 삼가야 한다.

## 같이 보기
- 눈 (해부학)
- 눈물, 인공 눈물